# Popovac (Osijek-Baranja)
Pour les articles homonymes, voir Popovac.
Popovac est un village et une municipalité située dans le comitat d'Osijek-Baranja, en Croatie. Au recensement de 2001, la municipalité comptait 2 427 habitants, dont 69,02 % de Croates et 20,85 % de Serbes ; le village seul comptait 1 079 habitants.

## Histoire

### Un monument viticole
Le site a livré au XIXe siècle le vestige d’un autel dédié à Liber Pater (équivalent de Bacchus) et portant une inscription relative à la culture de la vigne. Ce témoignage remonte sans doute à l’époque de Probus (276 – 282) empereur romain connu pour avoir autorisé et favorisé la culture de la vigne en Gaule et en Pannonie.
Ce bloc est aujourd’hui conservé au musée archéologique de Zagreb. L’inscription en 12 lignes témoigne de la culture de la vigne à l'époque romaine, avec une énumération exceptionnelle de plants fondée sur des toponymes. Seuls ceux du Valais semblent bien identifiés. Le texte peut se traduire de la manière suivante :
« Au dieu Liber Pater, Aurelius Constantius, ex-procurateur, a planté de ses propres deniers et à la demande de son fils Venantius 400 arpents [50 hectares] de vignes, dont cinq avec des cépages de Cupae ( ?), de Tramin/Termeno, du Valais, et de Cabillonum (Cavaillon(?) ».

## Localités
La municipalité de Popovac compte 3 localités :
- Branjina
- Kneževo
- Popovac